# Wailly-Beaucamp
Wailly-Beaucamp ist eine Gemeinde im französischen Département Pas-de-Calais in der Region Hauts-de-France. Sie gehörte bis zur Neuordnung der französischen Kantone im Jahr 2015 zum Kanton Montreuil im gleichnamigen Arrondissement und kam dann zum Kanton Berck.
Nachbargemeinden sind Airon-Saint-Vaast und Campigneulles-les-Grandes im Nordwesten, Campigneulles-les-Petites im Norden, Écuires im Nordosten, Boisjean im Osten, Lépine im Süden sowie Verton und Rang-du-Fliers im Westen.
Die Route nationale 1 führt über Wailly-Beaucamp.

## Bevölkerungsentwicklung
| Jahr          | 1891 | 1896 | 1901 | 1906 | 1911 | 1921 | 1926 | 1931 | 1936 | 1946 | 1954 | 1962 | 1968 | 1975 | 1982 | 1990 | 1999 | 2005 | 2010  | 2014 |
| Einwohnerzahl | 571  | 578  | 580  | 537  | 543  | 533  | 505  | 531  | 508  | 528  | 489  | 500  | 514  | 598  | 677  | 741  | 779  | 900  | 992   | 1020 |
| Quelle        |      |      |      |      |      |      |      |      |      |      |      |      |      |      |      |      |      |      | [ 2 ] |      |

## Sehenswürdigkeiten
- Kirche Saint-Pierre
- Kapelle Dame de la Bonne Mort
- ehemaliger Bahnhof

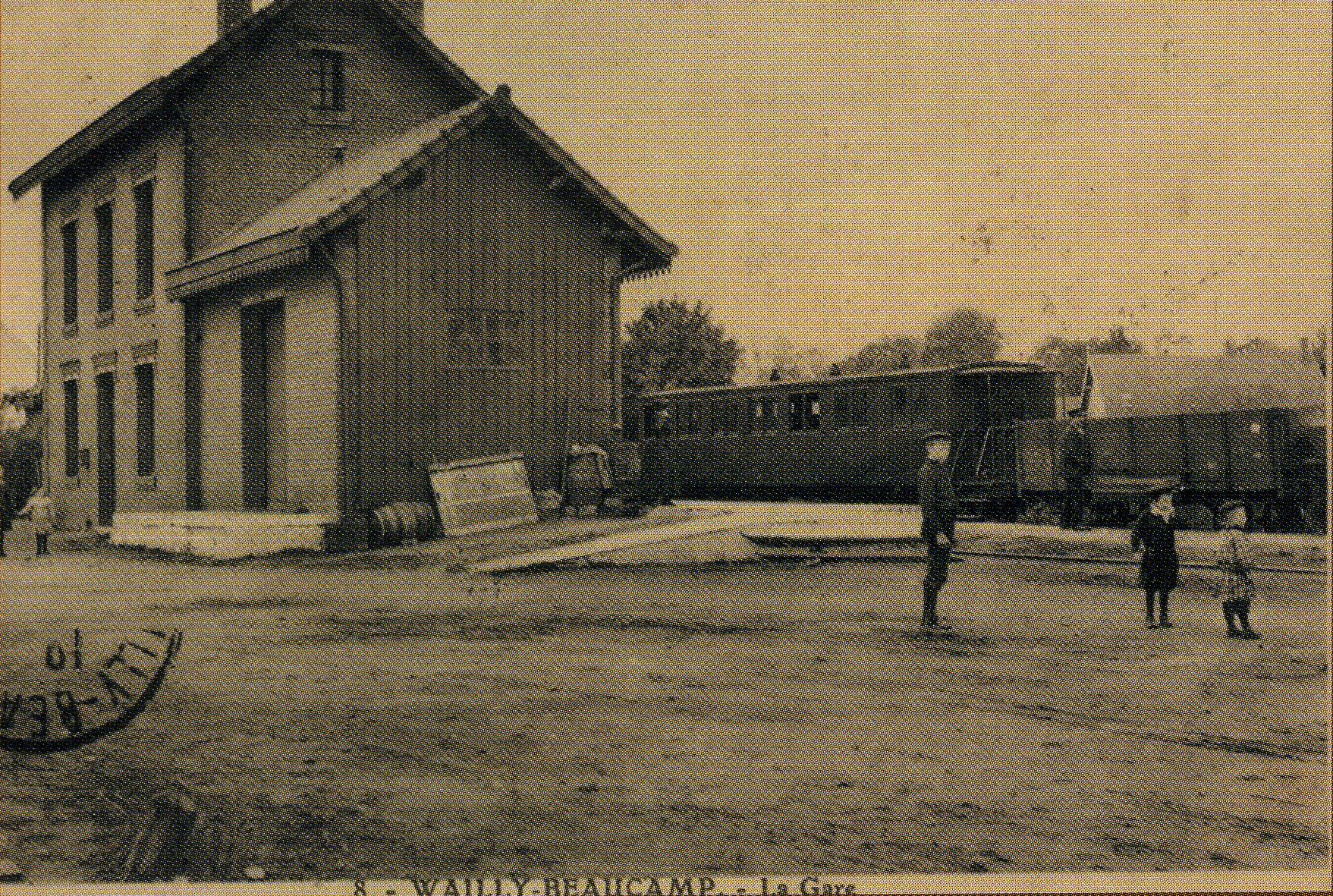
Ehemaliger Bahnhof an der Strecke von Aire-sur-la-Lys nach Berck-Plage
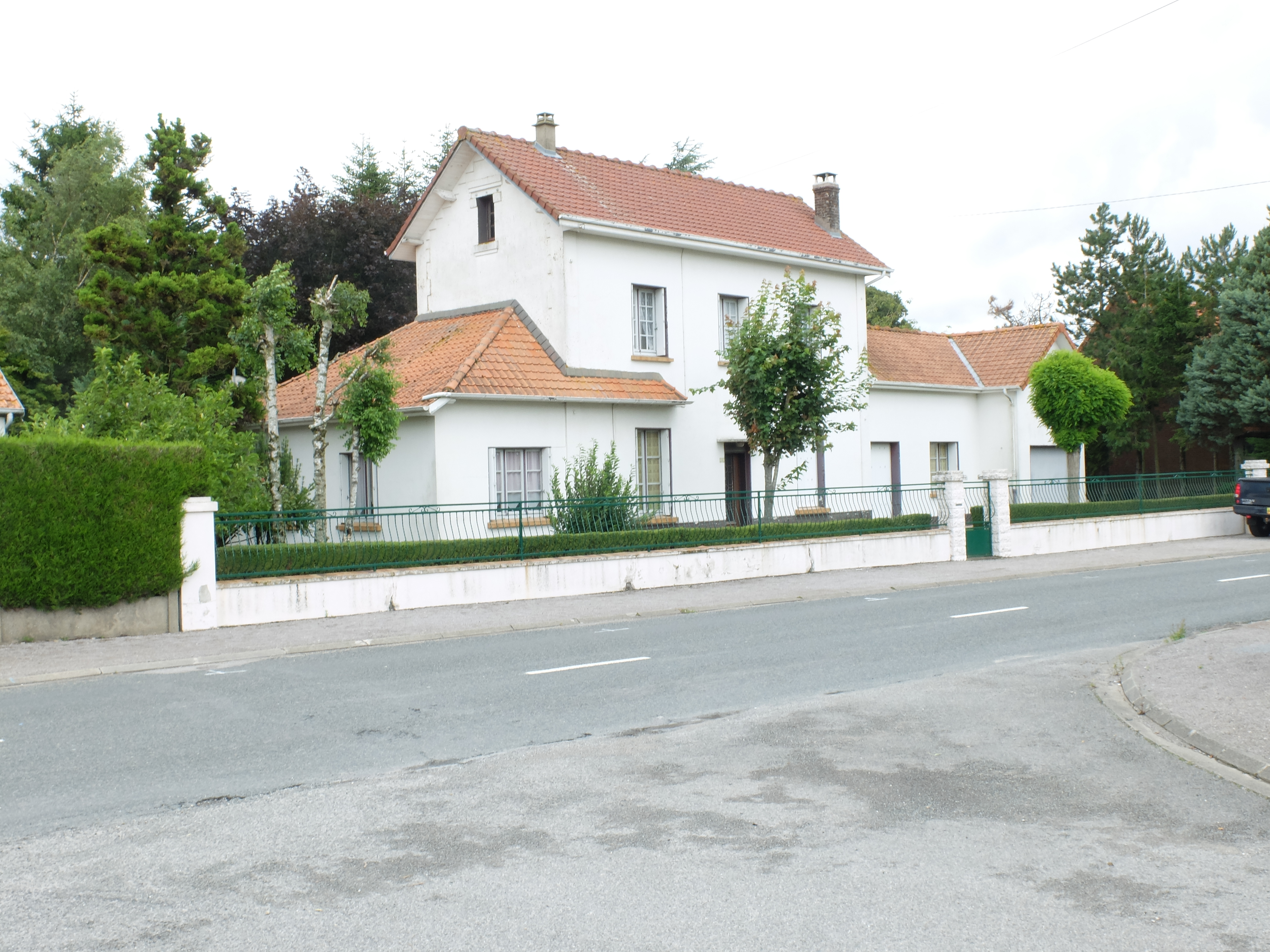
Ehemaliges Bahnhofsgebäude